# Gonzalo Cardona Molina
Gonzalo Cardona Molina, nacido en Roncesvalles, Tolima, Colombia, fue un líder ambientalista colombiano conocido como el Guardián del Loro Orejiamarillo (Ognorhynchus icterotis). Trabajó como coordinador de la Reserva Nacional de Aves Loros Andinos. Fue asesinado entre el 8 y 10 de enero de 2021 en el departamento de Valle del Cauca, suroccidente de Colombia.

## Trabajo
Gonzalo Cardona Molina trabajó con la Fundación ProAves desde sus inicios en el año 1998, como guardabosques y coordinador de sus reservas Loros Andinos, RNA Giles-fuertesi y RNA Loro Coroniazul. Trabajó con programas de conservación durante 22 años con algunas de las especies más amenazadas del mundo. Durante ese período, el grado de amenaza del Loro Orejiamarillo bajó de categoría de CR (Peligro Crítico) a EN (En Peligro) en gran parte gracias al trabajo de Gonzalo. El Loro Orejiamarillo se creyó extinto hasta que un grupo de investigadores de Fundación Loro Parque y American Bird Conservancy descubrió una población en abril de 1999. El sueño de Gonzalo siempre fue salvar a la especie de la extinción, y fue reconocido como la persona que más sabía del Loro Orejiamarillo en el mundo. Solo había 81 individuos cuando Gonzalo empezó a trabajar. Hoy su población supera los 2.600 individuos. Ya que el loro depende de la Palma de Cera de Quindío, Ceroxylon quindiuense, el Sr Cardona se hizo experto en la regeneración de esta especie amenazada y también la salvó de la extinción. Un conservacionista muy entusiasta, durante sus años de trabajo con ProAves, ayudó en expediciones, censos y monitoreos. En sus propias palabras: "Si nosotros no cuidamos el planeta, se va a acabar, así que tenemos que tener un sentido de pertenencia y empezar a querer y trabajar por la conservación, que es lo más bonito”.

## Muerte
La Fundación ProAves le reportó a Cardona Molina como desaparecido el día 8 de enero del 2021 y su cuerpo fue encontrado el 10 de enero de 2021. No se registró ninguna amenaza antes de su desaparición. Fue visto por última vez en la vereda La Unión, en el departamento del Valle del Cauca. Encontraron su cuerpo en la mañana del 11 de enero de 2021 en el municipio de Sevilla, Valle del Cauca. El secretario del Interior Alexander Tovar afirmó que fue asesinado. Fue el primer líder ambiental asesinado en Colombia en el año 2021, según la fundación Indepaz.